# Wandalbert van Prüm

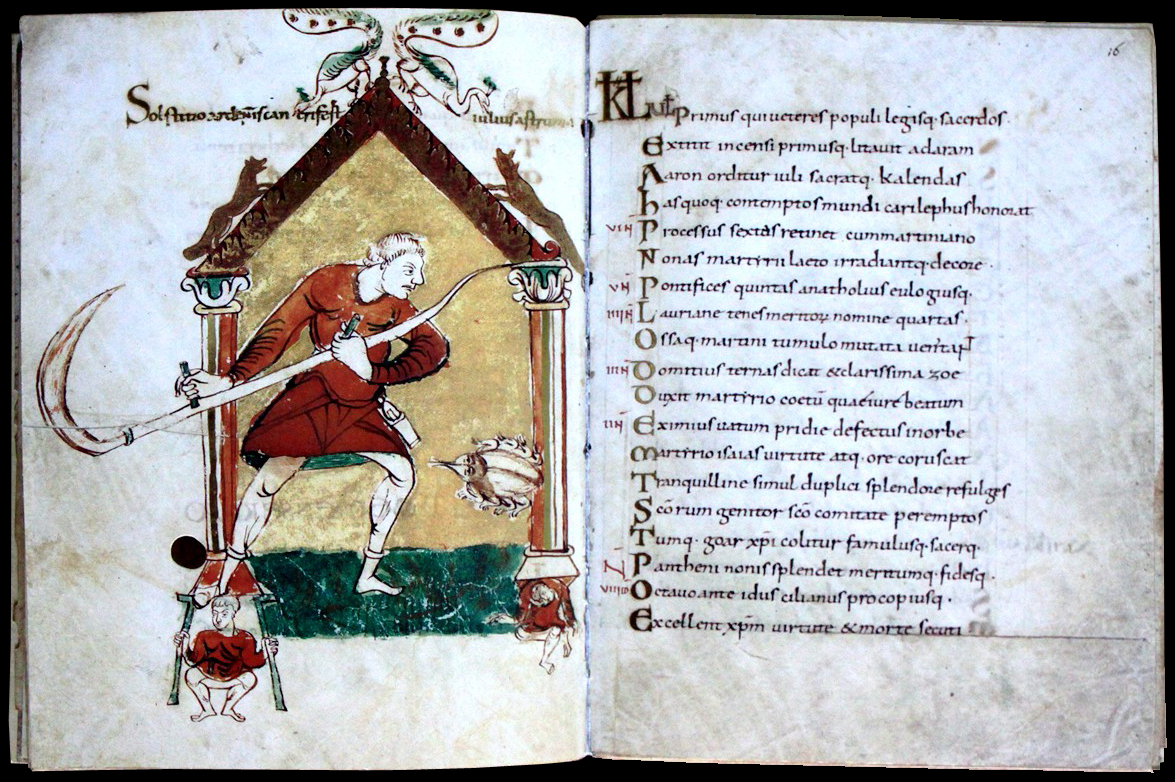
De maand juli uit zijn martyrologium (ca. 850).

Wandalbert van Prüm (waarschijnlijk in het huidige noorden van Frankrijk, ca 813 - Prüm, ca. 870) was een Frankische Benedictijnse monnik, diaken, theoloog en dichter. 
Er is weinig bekend over zijn persoonlijke achtergrond. Op zijn laatst in 839 werd Wandalbert monnik in de Abdij van Prüm, op dat moment het belangrijkste klooster in het Karolingische Rijk.
De abt Markward van Prüm gaf hem aanvankelijk de opdracht de vita van de heilige heilige Goar op schrift te stellen - het boek over het leven en de mirakelen van de heilige Goar.
Aansluitend schreef Wandalbert, ook in het Latijn, in verzen een martyrologium voor keizer Lotharius I. Hij rondde dit werk af in 848 of 849. Een martyrologium is een liturgische heiligenkalender voor het kerkelijk jaar. In het bijzonder dit werk leidde in de jongste tijd tot een herontdekking van het dichtwerk van Wandalbert: In een aan het eigenlijke martyrologium toegevoegd kalendergedicht schreef hij over de maanden van het jaar, de jaargetijden, het landleven, de jacht en de visserij, fruitteelt en wijnbouw door de loop van het jaar.

## Trivia
In de hedendaagse stad Prüm zijn een straat en een school naar Wandalbert vernoemd.